# Championnats du monde de patinage de vitesse sprint féminins

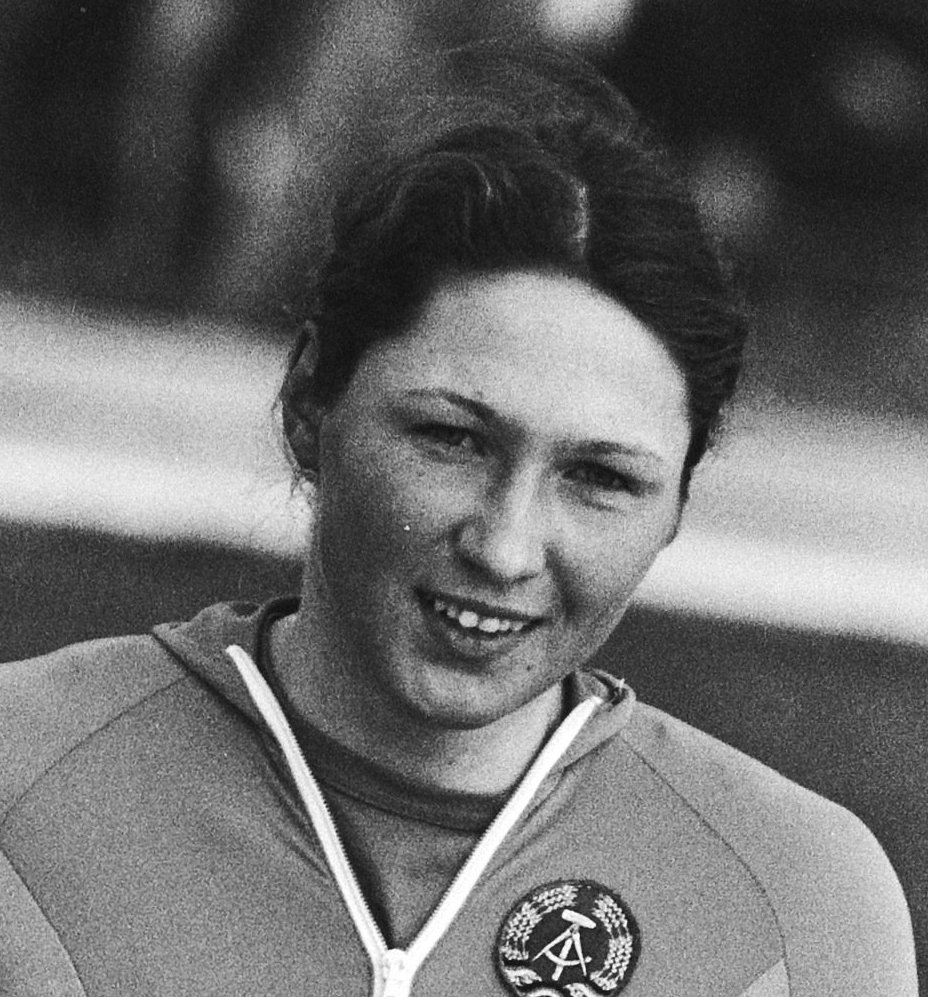
Karin Enke - huit fois médaillée aux championnats du monde dans l'épreuve du sprint.

L'Union internationale de patinage (International Skating Union) organise les championnats du monde de patinage de vitesse sprint féminins depuis 1970. Les deux premières années (1970-1971), ils ont pour nom les ISU Sprint Championships.

## Médaillés

### Championnats de vitesse
| Année | Lieu           | Or                            | Argent                          | Bronze                      |
| 1970  | West Allis     | Lyudmila Titova               | Nina Statkevich                 | Atje Keulen-Deelstra        |
| 1971  | Inzell         | Ruth Schleiermacher           | Anne Henning                    | Dianne Holum                |
| 1972  | Eskilstuna     | Monika Pflug                  | Dianne Holum                    | Lyudmila Titova             |
| 1973  | Oslo           | Sheila Young                  | Atje Keulen-Deelstra            | Monika Pflug                |
| 1974  | Innsbruck      | Leah Poulos                   | Atje Keulen-Deelstra            | Monika Pflug                |
| 1975  | Gothenburg     | Sheila Young                  | Heike Lange                     | Cathy Priestner             |
| 1976  | West Berlin    | Sheila Young (3)              | Leah Poulos                     | Sylvia Burka                |
| 1977  | Alkmaar        | Sylvia Burka                  | Leah Poulos                     | Haitske Pijlman             |
| 1978  | Lake Placid    | Lyubov Sadchikova             | Beth Heiden                     | Erwina Ryś-Ferens           |
| 1979  | Inzell         | Leah Poulos-Mueller (2)       | Beth Heiden                     | Christa Rothenburger        |
| 1980  | West Allis     | Karin Enke                    | Leah Poulos-Mueller             | Beth Heiden                 |
| 1981  | Grenoble       | Karin Enke                    | Tatyana Tarasova                | Natalya Petrusyova          |
| 1982  | Alkmaar        | Natalya Petrusyova            | Karin Busch                     | Monika Holzner-Pflug        |
| 1983  | Helsinki       | Karin Enke                    | Natalya Petrusyova              | Christa Rothenburger        |
| 1984  | Trondheim      | Karin Enke                    | Valentina Lalenkova-Golovenkina | Natalya Shive               |
| 1985  | Heerenveen     | Christa Rothenburger          | Angela Stahnke                  | Erwina Ryś-Ferens           |
| 1986  | Karuizawa      | Karin Kania                   | Christa Rothenburger            | Bonnie Blair                |
| 1987  | Sainte Foy     | Karin Kania (6)               | Bonnie Blair                    | Christa Rothenburger        |
| 1988  | West Allis     | Christa Rothenburger (2)      | Karin Kania                     | Bonnie Blair                |
| 1989  | Heerenveen     | Bonnie Blair                  | Christa Luding-Rothenburger     | Seiko Hashimoto             |
| 1990  | Tromsø         | Angela Hauck-Stahnke          | Bonnie Blair                    | Christine Aaftink           |
| 1991  | Inzell         | Monique Garbrecht             | Ye Qiaobo                       | Christine Aaftink           |
| 1992  | Oslo           | Ye Qiaobo                     | Bonnie Blair                    | Christa Luding-Rothenburger |
| 1993  | Ikaho          | Ye Qiaobo (2)                 | Bonnie Blair                    | Oksana Ravilova             |
| 1994  | Calgary        | Bonnie Blair                  | Angela Hauck-Stahnke            | Xue Ruihong                 |
| 1995  | Milwaukee      | Bonnie Blair (3)              | Oksana Ravilova                 | Franziska Schenk            |
| 1996  | Heerenveen     | Chris Witty                   | Edel Therese Høiseth            | Franziska Schenk            |
| 1997  | Hamar          | Franziska Schenk              | Xue Ruihong                     | Chris Witty                 |
| 1998  | Berlin         | Catriona Le May Doan          | Sabine Völker                   | Chris Witty                 |
| 1999  | Calgary        | Monique Garbrecht             | Catriona Le May Doan            | Sabine Völker               |
| 2000  | Seoul          | Monique Garbrecht             | Chris Witty                     | Marianne Timmer             |
| 2001  | Inzell         | Monique Garbrecht-Enfeldt     | Eriko Sanmiya                   | Catriona Le May Doan        |
| 2002  | Hamar          | Catriona Le May Doan (2)      | Andrea Nuyt                     | Anzhelika Kotyuga           |
| 2003  | Calgary        | Monique Garbrecht-Enfeldt (5) | Cindy Klassen                   | Shihomi Shinya              |
| 2004  | Nagano         | Marianne Timmer               | Anni Friesinger                 | Jennifer Rodriguez          |
| 2005  | Salt Lake City | Jennifer Rodriguez            | Anzhelika Kotyuga               | Sabine Völker               |
| 2006  | Heerenveen     | Svetlana Zhurova              | Manli Wang                      | Chiara Simionato            |
| 2007  | Hamar          | Anni Friesinger               | Ireen Wüst                      | Cindy Klassen               |
| 2008  | Heerenveen     | Jenny Wolf                    | Anni Friesinger                 | Annette Gerritsen           |
| 2009  | Moscow         | Wang Beixing                  | Jenny Wolf                      | Yu Jing                     |
| 2010  | Obihiro        | Lee Sang-hwa                  | Sayuri Yoshii                   | Jenny Wolf                  |
| 2011  | Heerenveen     | Christine Nesbitt             | Annette Gerritsen               | Margot Boer                 |
| 2012  | Calgary        | Yu Jing                       | Christine Nesbitt               | Zhang Hong                  |
| 2013  | Salt Lake City | Heather Richardson            | Yu Jing                         | Lee Sang-hwa                |
| 2014  | Nagano         | Yu Jing (2)                   | Zhang Hong                      | Heather Richardson          |
| 2015  | Astana         | Brittany Bowe                 | Heather Richardson              | Karolína Erbanová           |
| 2016  | Seoul          | Brittany Bowe (2)             | Heather Richardson-Bergsma      | Jorien ter Mors             |
| 2017  | Calgary        | Nao Kodaira                   | Heather Bergsma                 | Jorien ter Mors             |
| 2018  | Changchun      | Jorien ter Mors               | Brittany Bowe                   | Olga Fatkulina              |
| 2019  | Heerenveen     | Nao Kodaira (2)               | Miho Takagi                     | Brittany Bowe               |
| 2020  | Hamar          | Miho Takagi                   | Nao Kodaira                     | Olga Fatkulina              |
| 2022  | Hamar          | Jutta Leerdam                 | Femke Kok                       | Vanessa Herzog              |

#### Tableau des médailles
En italique, les entités géopolitiques ayant disparu aujourd'hui.
| Rang               | Nation               | Or | Argent | Bronze | Total |
| ------------------ | -------------------- | -- | ------ | ------ | ----- |
| 1                  | États-Unis           | 13 | 16     | 9      | 38    |
| 2                  | Allemagne de l'Est   | 10 | 6      | 3      | 19    |
| 3                  | Allemagne            | 8  | 5      | 6      | 19    |
| 4                  | Chine                | 5  | 5      | 3      | 13    |
| 5                  | Canada               | 4  | 3      | 4      | 11    |
| 6                  | Pays-Bas             | 3  | 6      | 9      | 18    |
| 7                  | Union Soviétique     | 3  | 4      | 3      | 10    |
| 8                  | Japon                | 3  | 4      | 2      | 9     |
| 9                  | Russie               | 1  | 1      | 3      | 5     |
| 10                 | Allemagne de l'Ouest | 1  | 0      | 3      | 4     |
| 11                 | Corée du Sud         | 1  | 0      | 1      | 2     |
| 12                 | Biélorussie          | 0  | 1      | 1      | 2     |
| 13                 | Norvège              | 0  | 1      | 0      | 1     |
| 14                 | Pologne              | 0  | 0      | 2      | 2     |
| 15                 | Autriche             | 0  | 0      | 1      | 1     |
| 15                 | République Tchèque   | 0  | 0      | 1      | 1     |
| 15                 | Italie               | 0  | 0      | 1      | 1     |
| Totals (17 entrée) | Totals (17 entrée)   | 52 | 52     | 52     | 156   |

### Sprint par équipe
| Année | Lieu  | Or                                            | Argent                                               | Bronze                                                               |
| 2022  | Hamar | Pays-Bas Dioné Voskamp Jutta LeerdamFemke Kok | Pologne Andżelika Wójcik Kaja Ziomek Karolina Bosiek | Norvège Julie Nistad Samsonsen Martine Riprud Marte Bjerkreim Furnée |

#### Tableau des médailles
| Rang              | Nation            | Or | Argent | Bronze | Total |
| ----------------- | ----------------- | -- | ------ | ------ | ----- |
| 1                 | Pays-Bas          | 1  | 0      | 0      | 1     |
| 2                 | Pologne           | 0  | 1      | 0      | 1     |
| 3                 | Norvège           | 0  | 0      | 1      | 1     |
| Totals (3 entrée) | Totals (3 entrée) | 1  | 1      | 1      | 3     |

## Tableau des médailles combiné
| Rang                | Nation               | Or | Argent | Bronze | Total |
| ------------------- | -------------------- | -- | ------ | ------ | ----- |
| 1                   | États-Unis           | 13 | 16     | 9      | 38    |
| 2                   | Allemagne de l'Est   | 10 | 6      | 3      | 19    |
| 3                   | Allemagne            | 8  | 5      | 6      | 19    |
| 4                   | Chine                | 5  | 5      | 3      | 13    |
| 5                   | Pays-Bas             | 4  | 6      | 9      | 19    |
| 6                   | Canada               | 4  | 3      | 4      | 11    |
| 7                   | Union Soviétique     | 3  | 4      | 3      | 10    |
| 8                   | Japon                | 3  | 4      | 2      | 9     |
| 9                   | Russie               | 1  | 1      | 3      | 5     |
| 10                  | Allemagne de l'Ouest | 1  | 0      | 3      | 4     |
| 11                  | Corée du Sud         | 1  | 0      | 1      | 2     |
| 12                  | Pologne              | 0  | 1      | 2      | 3     |
| 13                  | Biélorussie          | 0  | 1      | 1      | 2     |
| 13                  | Norvège              | 0  | 1      | 1      | 2     |
| 15                  | Autriche             | 0  | 0      | 1      | 1     |
| 15                  | République Tchèque   | 0  | 0      | 1      | 1     |
| 15                  | Italie               | 0  | 0      | 1      | 1     |
| Totals (17 entrées) | Totals (17 entrées)  | 53 | 53     | 53     | 159   |

| Skater                        | Médaille d'or | Médaille d'argent | Médaille de bronze | Total |
| ----------------------------- | ------------- | ----------------- | ------------------ | ----- |
| Karin Kania (Enke, Busch)     | 6             | 2                 | 0                  | 8     |
| Monique Garbrecht-Enfeldt     | 5             | 0                 | 0                  | 5     |
| Bonnie Blair                  | 3             | 4                 | 2                  | 9     |
| Sheila Young                  | 3             | 0                 | 0                  | 3     |
| Leah Poulos-Mueller           | 2             | 3                 | 0                  | 5     |
| / Christa Luding-Rothenburger | 2             | 2                 | 4                  | 8     |
| Brittany Bowe                 | 2             | 1                 | 1                  | 4     |
| Catriona Le May Doan          | 2             | 1                 | 1                  | 4     |
| Yu Jing                       | 2             | 1                 | 1                  | 4     |
| Nao Kodaira                   | 2             | 1                 | 0                  | 2     |
| Ye Qiaobo                     | 2             | 1                 | 0                  | 3     |
| Heather Richardson-Bergsma    | 1             | 3                 | 1                  | 5     |
| Anni Friesinger-Postma        | 1             | 2                 | 0                  | 3     |
| Angela Hauck-Stahnke          | 1             | 2                 | 0                  | 3     |
| Chris Witty                   | 1             | 1                 | 2                  | 4     |
| Natalya Petrusyova            | 1             | 1                 | 1                  | 3     |
| Jenny Wolf                    | 1             | 1                 | 1                  | 3     |
| Christine Nesbitt             | 1             | 1                 | 0                  | 2     |
| Miho Takagi                   | 1             | 1                 | 0                  | 2     |
| Monika Pflug                  | 1             | 0                 | 3                  | 4     |
| Franziska Schenk              | 1             | 0                 | 2                  | 3     |
| Jorien ter Mors               | 1             | 0                 | 2                  | 3     |
| Sylvia Burka                  | 1             | 0                 | 1                  | 2     |
| Lee Sang-hwa                  | 1             | 0                 | 1                  | 2     |
| Jennifer Rodriguez            | 1             | 0                 | 1                  | 2     |
| Marianne Timmer               | 1             | 0                 | 1                  | 2     |
| Lyudmila Titova               | 1             | 0                 | 1                  | 2     |
| Jutta Leerdam                 | 1             | 0                 | 0                  | 1     |
| Lyubov Sadchikova             | 1             | 0                 | 0                  | 1     |
| Ruth Schleiermacher           | 1             | 0                 | 0                  | 1     |
| Wang Beixing                  | 1             | 0                 | 0                  | 1     |
| Svetlana Zhurova              | 1             | 0                 | 0                  |       |